# Трубчанинов, Валериан Петрович
Валериан (Валерьян) Петрович Трубчанинов (род. 1912, Евпатория, Таврическая губерния или Таврическая губерния) — советский борец классического и вольного стилей, чемпион и призёр чемпионатов СССР, Заслуженный мастер спорта СССР (1951). Тренировался под руководством Епифана Тарасова. Выступал в лёгкой и полусредней весовых категориях (до 66 и 73 кг). Увлёкся борьбой в 1933 году. В 1937 году выполнил норматив мастера спорта СССР. Участвовал в 18 чемпионатах СССР. Судья всесоюзной категории (1960).

## Спортивные результаты
- Чемпионат СССР по классической борьбе 1937 года — ;
- Чемпионат СССР по классической борьбе 1938 года — ;
- Чемпионат СССР по классической борьбе 1939 года — ;
- Чемпионат СССР по классической борьбе 1941 года — ;
- Чемпионат СССР по классической борьбе 1946 года — ;
- Чемпионат СССР по классической борьбе 1948 года — ;
- Чемпионат СССР по классической борьбе 1949 года — ;
- Чемпионат СССР по классической борьбе 1950 года — ;
- Чемпионат СССР по вольной борьбе 1948 года — ;